# Je suis un monstre (roman)
Pour les articles homonymes, voir Je suis un monstre (homonymie).
Je suis un monstre est le sixième roman de Jean Meckert publié en 1952 dans la collection Blanche des Éditions Gallimard.

## Éditions
- 1952 : collection Blanche, Éditions Gallimard[1]
- 2005 : collection Arcanes,  Éditions Joëlle Losfeld[2]

## Sources
- Polar revue trimestrielle no 16, octobre 1995